# Noorwegen op de Olympische Zomerspelen 1976
Noorwegen nam deel aan de Olympische Zomerspelen 1976 in Montréal, Canada. Met twee medailles werden er dit keer twee minder gewonnen dan tijdens de vorige editie.

## Medailleoverzicht
| Sport  | Olympiër                                             | Discipline      | Medaille |
| ------ | ---------------------------------------------------- | --------------- | -------- |
| Roeien | Alf Hansen Frank Hansen                              | dubbel-twee (m) | Goud     |
| Roeien | Finn Tveter Rolf Andreassen Arne Bergodd Ole Nafstad | vier-zonder (m) | Zilver   |

## Deelnemers en resultaten per onderdeel

### Atletiek
| Olympiër            | Discipline       | Resultaat | Prestatie                                                    |
| ------------------- | ---------------- | --------- | ------------------------------------------------------------ |
| Lars Martin Kaupang | 1500m (m)        | 29e       | serie 5: 7de in 3.44,59                                      |
| Knut Børø           | 5000m (m)        | 29e       | serie 2: niet gestart                                        |
| Knut Kvalheim       | 5000m (m)        | 9e        | serie 3: 3de in 13.20,60 finale: 9de in 13.30,33             |
| Knut Børø           | 10000m (m)       | DNF       | serie 2: 3de in 28.23,07 finale: niet gefinisht              |
| Leif Roar Falkum    | hoogspringen (m) | 14e       | kwalificatie groep B: 2de met 2,16m finale: 14de met 2,10m   |
| Terje Totland       | hoogspringen (m) | 9e        | kwalificatie groep B: 2de met 2,16m finale: 14de met 2,18m   |
| Knut Hjeltnes       | discuswerpen (m) | 7e        | kwalificatie groep B: 3de met 61,30m finale: 7de met 63,06m  |
| Bjørn Grimnes       | speerwerpen (m)  | 13e       | kwalificatie groep B: 6de met 80,32m finale: 13de met 74,88m |
| Terje Thorslund     | speerwerpen (m)  | 10e       | kwalificatie groep A: 6de met 82,52m finale: 10de met 78,24m |
|                     |                  |           |                                                              |
| Grete Waitz         | 1500m (v)        | 12e       | serie 2: 4de in 4.07,20 halve finale 1: 8ste in 4.04,80      |
| Astrid Tveit        | hoogspringen (v) | 27e       | kwalificatie groep B: 12de met 1,70m                         |

### Boogschieten
| Olympiër           | Discipline      | Resultaat | Prestatie                                                                              |
| ------------------ | --------------- | --------- | -------------------------------------------------------------------------------------- |
| Jan Erik Humlekjær | individueel (m) | 24e       | 1ste ronde: 23ste met 1148 punten 2de ronde: 22ste met 1189 punten totaal: 2337 punten |

### Gewichtheffen
| Olympiër    | Discipline  | Resultaat | Prestatie                                           |
| ----------- | ----------- | --------- | --------------------------------------------------- |
| Leif Jensen | -82,5kg (m) | DNF       | trekken: geen geldige poging                        |
| Rolf Larsen | -90kg (m)   | DNF       | trekken: 14de met 140kg stoten: geen geldige poging |

### Kanovaren
| Olympiër                                                  | Discipline    | Resultaat | Prestatie                                                                            |
| --------------------------------------------------------- | ------------- | --------- | ------------------------------------------------------------------------------------ |
| Harald Nilsen                                             | K-1 500m (m)  | 13e       | serie 3: 5de in 2.10,88 herkansingen: 3de in 1.55,77 halve finale 2: 5de in 1.58,76  |
| Morten Opsahl Andreas Orheim                              | K-2 1000m (m) | 17e       | serie 2: 8ste in 3.41,51 herkansingen: 2de in 3.33,24 halve finale 3: 5de in 3.36,24 |
| Morten Mørland Einar Rasmussen Olaf Søyland Jostein Stige | K-4 1000m (m) | 6e        | serie 3: 3de in 3.10,60 halve finale 1: 2de in 3.11,84 finale: 6de in 3.12,38        |

### Roeien
| Olympiër                                                             | Discipline      | Resultaat | Prestatie |
| -------------------------------------------------------------------- | --------------- | --------- | --- |
| Alf Hansen Frank Hansen                                              | dubbel-twee (m) | Goud      | serie 1: 1ste in 6.29,77 halve finale 1: 1ste in 6.12,48 finale: 1ste in 7.13,20                             |
| Finn Tveter Rolf Andreassen Arne Bergodd Ole Nafstad                 | vier-zonder (m) | Zilver    | serie 3: 4de in 6.06,70 herkansingen: 1ste in 6.08,66 halve finale 2: 1ste in 6.02,84 finale: 2de in 6.41,22 |
| Tom Amundsen Kjell Sverre Johansen Sverre Norberg Rune Dahl Alf Torp | vier-met (m)    | 14e       | serie 2: 4de in 6.52,18 herkansingen: 5de in 6.26,93                                                         |
|                                                                      |                 |           | |
| Tone Pahle                                                           | skiff (v)       | 10e       | serie 2: 5de in 4.26,19 herkansingen: 4de in 4.26,19 finale B: 4de in 4.30,53                                |
| Solfrid Johansen Ingun Brechan                                       | dubbel-twee (v) | 4e        | serie 1: 3de in 6.29,54 herkansingen: 1ste in 3.44,02 finale: 4de in 3.52,18                                 |

### Schermen
| Olympiër                                                       | Discipline     | Resultaat | Prestatie |
| -------------------------------------------------------------- | -------------- | --------- | --- |
| Nils Koppang                                                   | degen (m)      | 18e       | 1ste ronde groep 8: 2de W van GBR Bourne: 5-3 V van IRI Assatourian: 4-5 V van USA Marin: 3-5 W van THA Chousurin: 5-1 W van ITA Bertinetti: 5-2 2de ronde groep 3: 4de V van FRG Pusch: 1-5 V van ROU Iorgu: 3-5 W van HUN Osztrics: 5-1 W van BEL Soumagne: 5-1 V van AUS Benko: 4-5 3de ronde groep 4: 5de V van HUN Fenyvesi: 4-5 W van FRG Hehn: 5-4 W van URS Bykov: 5-4 V van SUI Kauter: 1-5 V van TCH Jurka: 2-5 |
| Ole Mørch                                                      | degen (m)      | 29e       | 1ste ronde groep 10: 3de V van POL Matwiejew: 2-5 V van AUT Müller: 2-5 W van LUX Menghi: 5-1 W van THA Santitavakul: 5-4 2de ronde groep 1: 5de G van HUN Fenyvesi: 5-5 V van ROU Szabo: 2-5 V van URS Bykov: 1-5 V van AUT Müller: 3-5 W van IRI Assatourian: 5-2 |
| Jeppe Normann                                                  | degen (m)      | 24e       | 1ste ronde groep 9: 2de W van ROU Iorgu: 5-4 W van SUI Giger: 5-4 W van IRI Dastgerdi: 5-3 W van PUR Hernández: 5-1 V van LUX Schiel: 4-5 2de ronde groep 4: 4de V van FRG Behr: 4-5 V van SWE Flodström: 1-5 W van SUI Kauter: 5-2 W van POL Matwiejew: 5-4 W van AUT Wessely: 5-2 3de ronde groep 1: 6de V van HUN Osztrics: 1-5 V van FRG Behr: 4-5 V van SWE Edling: 2-5 V van FRA Boisse: 3-5 V van AUT Müller: 0-5  |
| Nils Koppang Jeppe Normann Kjell Otto Moe Bård Vonen Ole Mørch | degen team (m) | 7e        | 1ste ronde groep 4: 2de V van Zwitserland: 3-9 W van Canada: 14-2 W van Argentinië: 14-2 2de ronde: W van Groot-Brittannië: 8-5 kwartfinale: V van Hongarije: 0-5 |

### Schietsport
| Olympiër            | Discipline             | Resultaat | Prestatie                        |
| ------------------- | ---------------------- | --------- | -------------------------------- |
| Helge Anshushaug    | 50m geweer 3 houdingen | 28e       | 1135 punten: (391-389-355)       |
| Terje Melbye Hansen | 50m geweer 3 houdingen | 29e       | 1135 punten: (392-383-359)       |
| Helge Anshushaug    | 50m geweer liggend     | 31e       | 588 punten: (99-99-97-100-96-97) |
| Terje Melbye Hansen | 50m geweer liggend     | 12e       | 591 punten: (99-100-97-98-98-99) |
| John Rødseth        | 50m pistool            | 21e       | 549 punten: (93-94-93-91-89-89)  |
| Kenneth Skoglund    | 50m bewegend doel      | 17e       | 552 punten: (281-271)            |

### Wielersport
| Olympiër                                            | Discipline                    | Resultaat | Prestatie |
| Baan                                                | Baan                          | Baan      | Baan |
| --------------------------------------------------- | ----------------------------- | --------- | --- |
| Harald Bundli                                       | tijdrit (m)                   | 7e        | 1.08,093 |
| Jan Georg Iversen                                   | individuele achtervolging (m) | 7e        | kwalificatie: 8ste in 4.51,86 1ste ronde: W van NZL Richards: 4.52,82 kwartfinale: V van URS Osokin: 4.51,04 |
| Weg                                                 |                               |           | |
| Thorleif Andresen                                   | wegwedstrijd (m)              | 38e       | 4:49.01 |
| Stein Bråthen                                       | wegwedstrijd (m)              | DNF       | niet gefinisht                                                                                               |
| Geir Digerud                                        | wegwedstrijd (m)              | 55e       | 5:04.42 |
| Pål Henning Hansen                                  | wegwedstrijd (m)              | DNF       | niet gefinisht                                                                                               |
| Stein Bråthen Geir Digerud Arne Klavenes Magne Orre | ploegentijdrit (m)            | 8e        | 2:13.17 |

### Worstelen
| Olympiër        | Discipline  | Resultaat   | Prestatie |
| Vrije stijl     | Vrije stijl | Vrije stijl | Vrije stijl |
| --------------- | ----------- | ----------- | --- |
| Tore Hem        | -100kg (m)  | 11e         | 1ste ronde: V van TCH Drozda |
| Einar Gundersen | +100kg (m)  | 12e         | 1ste ronde: V van SEN Sakho: 7-17 2de ronde: V van BUL Dinev: gediskwalificeerd                                                                 |
| Grieks-Romeins  |             |             | |
| Tore Hem        | -100kg (m)  | 5e          | 1ste ronde: V van USA Rheingans: 3-4 2de ronde: W van JPN Akiyama 3de ronde: W van GDR Albrecht: gediskwalificeerd 4de ronde: V van BUL Goranov |
| Einar Gundersen | +100kg (m)  | 7e          | 1ste ronde: W van ARG Braconi: gediskwalificeerd 2de ronde: V van POL Tomanek: gediskwalificeerd 3de ronde: V van URS Kolchinsky                |

### Zeilen
| Olympiër                                     | Discipline | Resultaat | Prestatie                             |
| -------------------------------------------- | ---------- | --------- | ------------------------------------- |
| Tom Skjondberg                               | finn       | 24e       | 165,0 punten: (18-DNF-26-26-24-19-16) |
| Morten Jensen Hans Petter Jensen             | 470        | 15e       | 102,7 punten: (16-7-24-27-7-6-7)      |
| Peder Lunde Jr. Morten Rieker Kim Torkildsen | soling     | 16e       | 118,7 punten: (6-20-21-11-14-18-14)   |

### Zwemmen
| Olympiër                                              | Discipline            | Resultaat | Prestatie                                          |
| ----------------------------------------------------- | --------------------- | --------- | -------------------------------------------------- |
| Fritz Warncke                                         | 100m vrije slag (m)   | 22e       | serie 6: 5de in 53,55                              |
| Fritz Warncke                                         | 200m vrije slag (m)   | 31e       | serie 1: 4de in 1.57,59                            |
| Arne Borgstrøm                                        | 400m vrije slag (m)   | 22e       | serie 5: 5de in 4.03,49                            |
| Ove Wisløff                                           | 100m schoolslag (m)   | 18e       | serie 1: 3de in 1.06,85                            |
| Ove Wisløff                                           | 200m schoolslag (m)   | 10e       | serie 4: 4de in 2.23,49                            |
| Gunnar Gundersen                                      | 400m wisselslag (m)   | 19e       | serie 1: 5de in 4.41,05                            |
| Bent Brask Arne Borgstrøm Håkon Iversøn Fritz Warncke | 4x200m vrije slag (v) | 10e       | serie 1: 4de in 7.46,42                            |
|                                                       |                       |           |                                                    |
| Lene Jenssen                                          | 100m vrije slag (v)   | 11e       | serie 5: 2de in 58,10 halve finale 2: 7de in 58,10 |

Amerikaanse Maagdeneilanden · Andorra · Antigua en Barbuda · Argentinië · Australië · Bahama's · Barbados · België · Belize · Bermuda · Bolivia · Bondsrepubliek Duitsland · Brazilië · Bulgarije · Canada · Chili · Colombia · Costa Rica · Cuba · Denemarken · Dominicaanse Republiek · Duitse Democratische Republiek · Ecuador · Egypte · Fiji · Filipijnen · Finland · Frankrijk · Griekenland · Groot-Brittannië · Guatemala · Haïti · Honduras · Hongarije · Hongkong · Ierland · IJsland · India · Indonesië · Iran · Israël · Italië · Ivoorkust · Jamaica · Japan · Joegoslavië · Kaaimaneilanden · Kameroen · Koeweit · Libanon · Liechtenstein · Luxemburg · Maleisië · Marokko · Mexico · Monaco · Mongolië · Nederland · Nederlandse Antillen · Nepal · Nicaragua · Nieuw-Zeeland · Noord-Korea · Noorwegen · Oostenrijk · Pakistan · Panama · Papoea-Nieuw-Guinea · Paraguay · Peru · Polen · Portugal · Puerto Rico · Roemenië · San Marino · Saoedi-Arabië · Senegal · Singapore · Sovjet-Unie · Spanje · Suriname · Thailand · Trinidad en Tobago · Tsjecho-Slowakije · Tunesië · Turkije · Uruguay · Venezuela · Verenigde Staten · Zuid-Korea · Zweden · Zwitserland